# Sophrops umbilicata
Sophrops umbilicata är en skalbaggsart som beskrevs av Frey 1973. Sophrops umbilicata ingår i släktet Sophrops och familjen Melolonthidae. Inga underarter finns listade i Catalogue of Life.